# Stabæk Fotball 2009
Questa voce raccoglie le informazioni riguardanti lo Stabæk Fotball nelle competizioni ufficiali della stagione 2009.

## Rosa
| N. |                      | Ruolo | Calciatore          |
| -- | -------------------- | ----- | ------------------- |
| 1  | Norvegia (bandiera)  | P     | Jon Knudsen         |
| 2  | Svezia (bandiera)    | D     | Fredrik Risp        |
| 3  | Norvegia (bandiera)  | D     | Jon Inge Høiland    |
| 5  | Svezia (bandiera)    | D     | Pontus Segerström   |
| 6  | Norvegia (bandiera)  | D     | Tom Stenvoll        |
| 7  | Norvegia (bandiera)  | C     | Henning Hauger      |
| 8  | Norvegia (bandiera)  | C     | Espen Hoff          |
| 9  | Danimarca (bandiera) | C     | Christian Keller    |
| 10 | Giappone (bandiera)  | C     | Daigo Kobayashi     |
| 11 | Svezia (bandiera)    | A     | Daniel Nannskog     |
| 12 | Norvegia (bandiera)  | P     | Kristoffer Jensen   |
| 13 | Islanda (bandiera)   | C     | Pálmi Rafn Pálmason |
| 14 | Rep. Ceca (bandiera) | A     | Zdeněk Šenkeřík     |

| N. |                        | Ruolo | Calciatore             |
| -- | ---------------------- | ----- | ---------------------- |
| 14 | Norvegia (bandiera)    | A     | Jan Tømmernes          |
| 15 | Norvegia (bandiera)    | D     | Morten Skjønsberg      |
| 16 | Norvegia (bandiera)    | C     | Tor Marius Gromstad    |
| 17 | Svezia (bandiera)      | C     | Pontus Farnerud        |
| 18 | Norvegia (bandiera)    | D     | Thomas Rogne           |
| 19 | Svezia (bandiera)      | C     | Johan Andersson        |
| 20 | Norvegia (bandiera)    | D     | Inge André Olsen       |
| 21 | Stati Uniti (bandiera) | C     | Mikkel Diskerud        |
| 22 | Norvegia (bandiera)    | P     | Iven Austbø            |
| 23 | Norvegia (bandiera)    | D     | Vegar Eggen Hedenstad  |
| 24 | Norvegia (bandiera)    | C     | Jørgen Skjelvik        |
| 25 | Svezia (bandiera)      | A     | Fredrik Berglund       |
| 27 | Norvegia (bandiera)    | A     | Torstein Andersen Aase |

## Risultati

### Superfinalen
| Arbitro: | Hauge (Bergen) |

|                                         |           |                     |
| Nannskog 19’ Kobayashi 38’ Pálmason 56’ | Marcatori | 48’ Moh. Abdellaoue |

### Campionato

#### Girone di andata
| Arbitro: | Berntsen (Vang) |

|              |           |             |
| Pálmason 65’ | Marcatori | 53’ Sundgot |

| Arbitro: | Skjerven (Kaupanger) |

|          |           |              |
| Solli 5’ | Marcatori | 84’ Diskerud |

| Arbitro: | Moen (Haugesund) |

|                               |           |                            |
| Nannskog 52’ (rig.), 63’, 86’ | Marcatori | 20’, 31’ Kovács 59’ Brenne |

| Arbitro: | Helgerud (Lier) |

|  |           |              |
|  | Marcatori | 86’ Diskerud |

| Arbitro: | Hafsås |

|                            |           |                                       |
| Kobayashi 10’ Farnerud 43’ | Marcatori | 28’ (aut.) Olsen 50’ Thioune 65’ Mota |

| Arbitro: | Hauge (Bergen) |

|           |           |  |
| Keita 17’ | Marcatori |  |

| Bærum 3 maggio 2009, ore 18:00 CEST 7ª giornata | Stabæk        | 0 – 0 referto | Lyn Oslo | Telenor Arena (9.458 spett.)\| Arbitro: \| Øvrebø (Oslo) \| |
| Arbitro:                                        | Øvrebø (Oslo) |               |          |                                                             |

| Arbitro: | Moen (Haugesund) |

|                                |           |                     |
| Ludvigsen 2’ Sti. Johansen 68’ | Marcatori | 89’ (rig.) Nannskog |

| Arbitro: | Helgerud (Lier) |

|                                                           |           |             |
| Berglund 6’ Marciano 14’ (aut.) Pálmason 47’ Farnerud 58’ | Marcatori | 8’ Marciano |

| Arbitro: | Skjerven (Kaupanger) |

|               |           |                             |
| Ijeh 21’, 90’ | Marcatori | 30’ Hedenstad 58’ Kobayashi |

| Arbitro: | Johnsen |

|                |           |  |
| Stephenson 61’ | Marcatori |  |

| Arbitro: | Hauge (Bergen) |

|                            |           |  |
| Kobayashi 20’ Diskerud 77’ | Marcatori |  |

| Arbitro: | Olsen (Kristiansand) |

|  |           |              |
|  | Marcatori | 23’ Nannskog |

| Arbitro: | Moen (Haugesund) |

|                                                   |           |  |
| Berglund 22’ Kobayashi 51’, 61’ Nannskog 67’, 84’ | Marcatori |  |

| Arbitro: | Skjerven (Kaupanger) |

|               |           |  |
| Skjelbred 16’ | Marcatori |  |

#### Girone di ritorno
| Arbitro: | Berntsen (Vang) |

|                         |           |               |
| Keller 27’ Farnerud 80’ | Marcatori | 23’ Huseklepp |

| Arbitro: | Helgerud (Lier) |

|                      |           |                         |
| Angan 32’ Berget 83’ | Marcatori | 54’ Keller 78’ Nannskog |

| Arbitro: | Olsen (Kristiansand) |

|                   |           |  |
| Berglund 53’, 57’ | Marcatori |  |

| Arbitro: | Sælen (Bergen) |

|                           |           |                        |
| Borgersen 87’ Bolaños 88’ | Marcatori | 47’ Rogne 76’ Pálmason |

| Arbitro: | Johnsen |

|                                   |           |  |
| Berglund 5’ Farnerud 21’ Hoff 63’ | Marcatori |  |

| Tromsø 15 agosto 2009, ore 18:00 CEST 21ª giornata | Tromsø  | 0 – 0 referto | Stabæk | Alfheim Stadion (5.605 spett.)\| Arbitro: \| Staberg \| |
| Arbitro:                                           | Staberg |               |        |                                                         |

| Arbitro: | Olsen (Kristiansand) |

|                                        |           |                   |
| Nannskog 21’ Kobayashi 58’ Høiland 75’ | Marcatori | 28’, 42’ Sæternes |

| Arbitro: | Moen (Haugesund) |

|             |           |                  |
| Johnsen 86’ | Marcatori | 31’, 90’ Høiland |

| Arbitro: | Skjerven (Kaupanger) |

|          |           |                        |
| Aase 82’ | Marcatori | 14’ Sapara 61’ Demidov |

| Arbitro: | Johnsen |

|            |           |                            |
| Kovács 85’ | Marcatori | 25’ Andersson 88’ Berglund |

| Arbitro: | Olsen (Kristiansand) |

|                                        |           |           |
| Nannskog 40’, 84’ Kobayashi 76’ (rig.) | Marcatori | 75’ Keita |

| Arbitro: | Helgerud (Lier) |

|                                   |           |           |
| Nannskog 45’ Martinsen 47’ (aut.) | Marcatori | 12’ Askar |

| Arbitro: | Hauge (Bergen) |

|                                            |           |  |
| M. Diouf 36’ Moström 59’ P. Diouf 69’, 87’ | Marcatori |  |

| Arbitro: | Edvartsen (Hamar) |

|                            |           |  |
| Kobayashi 45’ Nannskog 73’ | Marcatori |  |

| Arbitro: | Olsen (Kristiansand) |

|                   |           |                                       |
| Mjelde 62’ (rig.) | Marcatori | 8’ Andersson 49’ (rig.), 84’ Nannskog |

### Coppa di Norvegia
| Sander 10 maggio 2009, ore 18:00 CEST Primo turno                                                 | Sander    | 0 – 5 referto                                                   | Stabæk | Sandermoen |
| \| \| \| \| \| \| Marcatori \| 5’ (rig.) Kobayashi 33’, 67’ Pálmason 70’ Diskerud 79’ Berglund \| |           |                                                                 |        |            |
|                                                                                                   |           |                                                                 |        |            |
|                                                                                                   | Marcatori | 5’ (rig.) Kobayashi 33’, 67’ Pálmason 70’ Diskerud 79’ Berglund |        |            |

| Arbitro: | Friberg |

|           |           |                                              |
| Olsen 84’ | Marcatori | 20’, 50’ Kobayashi 57’ Berglund 73’ Nannskog |

| Eidsvoll 17 giugno 2009, ore 18:00 CEST Terzo turno                   | Eidsvold Turn | 1 – 2 referto            | Stabæk | Myhrer Stadion |
| \| \| \| \| \| Abshir 18’ \| Marcatori \| 8’ Pálmason 89’ Skjelvik \| |               |                          |        |                |
|                                                                       |               |                          |        |                |
| Abshir 18’                                                            | Marcatori     | 8’ Pálmason 89’ Skjelvik |        |                |

| Arbitro: | Sælen (Bergen) |

|                             |           |  |
| Berglund 40’, 71’, 77’, 90’ | Marcatori |  |

| Ålesund 8 agosto 2009, ore 16:00 CEST Quarti di finale                            | Aalesund  | 3 – 1 referto | Stabæk | Color Line Stadion |
| \| \| \| \| \| Parr 35’ Jalasto 78’ Stephenson 85’ \| Marcatori \| 8’ Pálmason \| |           |               |        |                    |
|                                                                                   |           |               |        |                    |
| Parr 35’ Jalasto 78’ Stephenson 85’                                               | Marcatori | 8’ Pálmason   |        |                    |

### Champions League
| Arbitro: | Schörgenhofer |

|          |           |               |
| Muka 50’ | Marcatori | 34’ Kobayashi |

| Arbitro: | Kinhöfer |

|                                               |           |  |
| Segerström 15’, 17’ Berglund 44’ Farnerud 55’ | Marcatori |  |

| Arbitro: | Baskakov |

|                                     |           |              |
| Grønkjær 11’ Santin 41’, 80’ (rig.) | Marcatori | 58’ Pálmason |

| Bærum 5 agosto 2009, ore 20:45 CEST Terzo turno preliminare Ritorno | Stabæk | 0 – 0 referto | Copenaghen | Telenor Arena\| Arbitro: \| Collum \| |
| Arbitro:                                                            | Collum |               |            |                                       |

### Europa League
| Arbitro: | Stavrev |

|  |           |                                     |
|  | Marcatori | 29’ Hernández 35’ Villa 80’ Joaquín |

| Arbitro: | Nijhuis |

|                              |           |              |
| Miku 28’, 29’, 80’ Žigić 77’ | Marcatori | 36’ Farnerud |